# Beckenried
Beckenried es una comuna suiza del cantón de Nidwalden que se encuentra al noreste del cantón, en la rivera inferior del lago de los Cuatro Cantones. Limita al norte con las comunas de Ennetbürgen y Gersau (SZ), al este con Emmetten, al sur con Isenthal (UR), y al oeste con Wolfenschiessen, Oberdorf y Buochs.

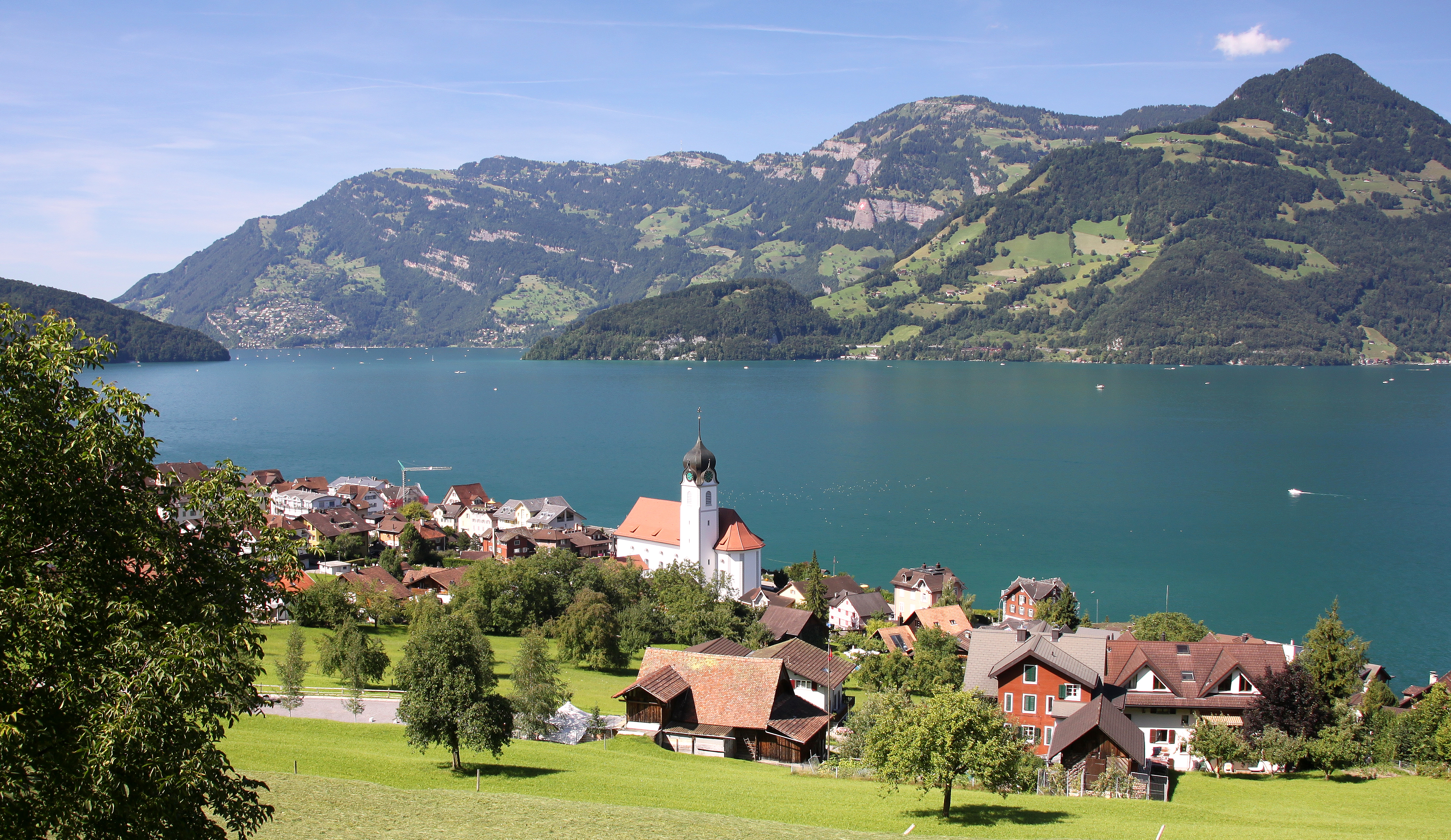

## Generalidades
Tiene una población de 2900 personas, de las cuales el 6% es de nacionalidad extranjera (2002). Hay 180 negocios locales que emplean a 900 personas. El 19% de estos están en el sector agrícola, el 32% en industria y comercio, y el 49% en servicios.
Pertenecen a la comuna las localidades de Klewenalp, Niederdorf y Oberdorf.